# Программа статистического наблюдения
Программа статистического наблюдения — это перечень вопросов, по которым собираются сведения, либо перечень признаков и показателей, подлежащих регистрации.

## Организация статистического наблюдения
Программа наблюдения оформляется в виде бланка (анкеты, формуляра), в который заносятся первичные сведения. Необходимым дополнением к бланку является инструкция (или указания на самих формулярах), разъясняющая смысл вопроса. Состав и содержание вопросов программы наблюдения зависят от задач исследования и от особенностей изучаемого общественного явления, однако вопросов не должно быть слишком много, нельзя включать вопросы, способные вызвать подозрение, что ответы на них могут быть использованы во вред опрашиваемым.
Организационные вопросы статистического наблюдения включают в себя определение:
1. субъекта наблюдения, т. е. специалисты какой организации будут проводить обследование;
2. места и времени наблюдения, при этом устанавливается критический момент и период, а также время наблюдения;
3. устанавливаются формы и способы наблюдения.

Организационные вопросы статистического наблюдения.
Программа статистического наблюдения включает:
1.Время наблюдения — время, в течение которого проводятся обследования по разработанной программе.
Способ и метод наблюдения, порядок разработки данных.

## Принципы составления программы статистического наблюдения
В основе разработки программы наблюдения лежат следующие требования:
- программа должна содержать только существенные признаки, непосредственно характеризующие изучаемое явление, его тип, свойства;
- вопросы программы должны быть точными и легкими для понимания;
- нельзя включать в программу вопросы, являющиеся предметом коммерческой тайны;
- целесообразно соблюдать логическую последовательность вопросов, позволяющих обеспечить контроль и уточнение собираемых данных.

Для записи ответов на вопросы программы наблюдения разрабатывается формуляр наблюдения.
Формуляр наблюдения — это особым сформированный бланк, в котором содержатся перечень вопросов программы. Статистический формуляр должен быть удобен для чтения, записи и обработки. К формулярам составляется инструкция, где подробно разъясняется, как следует заполнить статистический формуляр.
В процессе статистического наблюдения собирается первичная информация, которая затем подвергается систематизации обобщению и анализу.
От качества первичной информации зависит успех всего исследования, поэтому к информации предъявляется ряд требований:
1. Достоверность — это соответствие тому, что есть на самом деле. Достоверность зависит:
  - Статиста — профессиональная подготовка, организационные навыки, добросовестность.
  - Качества инструментария наблюдения — программа наблюдения, формуляр, инструкция по заполнению.
2. Сопоставимость — сравнимость данных с прошлыми исследованиями. Сопоставимость обеспечивается использованием одних и тех же единиц измерения, наблюдением в одно и тоже время и по единой методологии.

## Этапы статистического наблюдения
Для понимания классификации, роли и места статистического наблюдения в процессе статистического исследования необходимо иметь ясное представление об основных этапах исследования.
Основными этапами статистического наблюдения являются:
1. Определение цели, объекта исследования и единицы наблюдения, обладающей необходимыми первичными сведениями;
2. Формулировка решаемых задач и составление программы итогов (перечня показателей);
3. Разработка программы наблюдения (перечня собираемых от единиц наблюдения признаков);
4. Создание статистического формуляра наблюдения;
5. Сбор и контроль собранных первичных данных;
6. Расчет итоговых показателей исследования.